# Eugen Seiterle
Eugen Seiterle (Zürich, 1913. december 7. – 1998. november 23.) olimpiai bronzérmes svájci kézilabdázó.
Részt vett az 1936. évi nyári olimpiai játékokon, amit Berlinben rendeztek. A kézilabdatornán játszott, és a svájci válogatott tagjaként bronzérmes lett.